# كورتيس موفات
كورتيس موفات (بالإنجليزية: Curtis Moffat)‏ هو مصور أمريكي، ولد في 11 أكتوبر 1887، وتوفي في 1949.